# Nacionalno prvenstvo ZDA 1967
Nacionalno prvenstvo ZDA 1967 v tenisu.

## Moški posamično
John Newcombe :  Clark Graebner  6-4 6-4 8-6

## Ženske posamično
Billie Jean King :  Ann Haydon Jones  11-9, 6-4

## Moške dvojice
John Newcombe /  Tony Roche :  William Bowrey /  Owen Davidson 6–8, 9–7, 6–3, 6–3

## Ženske dvojice
Rosie Casals /  Billie Jean King :  Mary-Ann Eisel /  Donna Floyd, 4–6, 6–3, 6–4

## Mešane dvojice
Billie Jean King /  Owen Davidson :  Rosie Casals /  Stan Smith 6–3, 6–2